# Universal Automatic Calculator

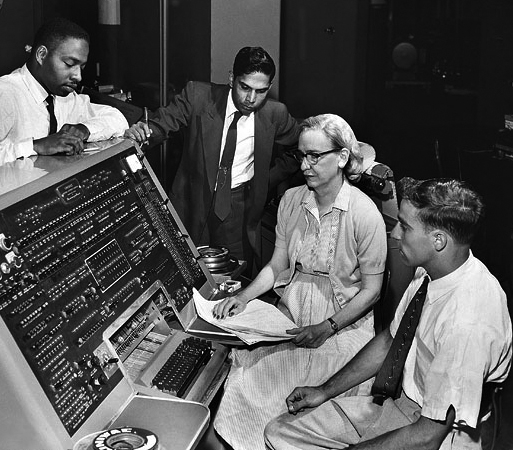
Grace Hopper och Univac.

Universal Automatic Calculator, Univac, var namnet på en serie datorer som startade med Univac I. Univac I använde 5000 elektronrör. Totalt 46 Univac I levererades.
Grace Hopper deltog i utvecklingen av Univac.
En lustig egenhet var att Univac använde sig av ett-komplement så man kunde ha både -0 och +0.
Som kuriosa kan också nämnas att författaren Isaac Asimov kallade en dator som dök upp flera gånger i hans noveller för Multivac.